# Lormi
Lormi là một thị xã và là một nagar panchayat của quận Bilaspur thuộc bang Chhattisgarh, Ấn Độ.

## Địa lý
Lormi có vị trí 22°17′B 81°44′Đ / 22,28°B 81,73°Đ Nó có độ cao trung bình là 315 mét (1033 feet).

## Nhân khẩu
Theo điều tra dân số năm 2001 của Ấn Độ, Lormi có dân số 12.158 người. Phái nam chiếm 52% tổng số dân và phái nữ chiếm 48%. Lormi có tỷ lệ 63% biết đọc biết viết, cao hơn tỷ lệ trung bình toàn quốc là 59,5%: tỷ lệ cho phái nam là 73%, và tỷ lệ cho phái nữ là 52%. Tại Lormi, 15% dân số nhỏ hơn 6 tuổi.